# ポール・モーリア
ポール・ジュリヤン・アンドレ・モーリア（Paul Julien André Mauriat, 1925年3月4日 - 2006年11月3日）は、フランスの作曲家、編曲家、指揮者、ピアニスト、チェンバロ奏者。特に日本ではNHKラジオ第1放送などで頻繁にオンエアされ、レイモン・ルフェーブル、フランク・プゥルセルらと並ぶイージーリスニング界の著名音楽家となった。

## 来歴

### BEL AIR時代まで
フランス南部マルセイユで郵便局員の父ヴィクトール、母クローディアとの間に4人兄弟の末っ子として生まれる。6歳でアマチュア音楽家でもあった父親からピアノを習い、10歳でマルセイユ地方音楽院に入学。ソルフェージュ（1939年）とピアノ（1940年）をともに首席で修了して1941年に卒業。その後、一度は父親と同じ職に就きながらアマチュアジャズバンドで音楽を続けるも、半ば家族の反対を押し切る形で1943年にマルセイユのダンスホール「ブラッスリー・ラ・クーポール(La Brasserie La Coupole)」専属オーケストラでピアニスト兼アレンジャーとしてプロ・デビューし、翌年には同楽団の指揮者を兼任する。
1948年、ギタリストのマルセル・ビアンキが率いるオーケストラに創設メンバーとして加入、同年12月から9ヶ月間に亘るエジプト・ツアーに参加する。
1951年にパリ進出。近郊のダンスホールで演奏していたフランク・プゥルセル楽団にピアニストとして参加するが、翌年帰郷し、同7月28日にイレーヌ・ボボと結婚。ダンスホール「ル・ヴァンピング(Le Vamping à Marseille)」でのオーケストラ活動が評判となり、1957年にRGMレーベルからレコードデビュー。
1959年に再度パリへ進出し、音楽プロデューサーであるレオ・ミシールに誘われてバークレー傘下で新進アーティストを扱う新興レーベル「BEL AIR」に移籍。また、多忙となったプゥルセルに代わってグロリア・ラッソのためにポール・フェルサン(Paul Fersen)の変名を使って編曲・伴奏する一方、シャルル・アズナヴールに対して120曲を超えるアレンジを提供、1960年12月のアルハンブラ劇場公演などでオーケストラの指揮をとる。さらに、ミレイユ・マチューのデビュー曲「愛の信条」を作曲し、専任オーケストレーターとして1966年9月のオランピア劇場公演などで指揮し、フランシス・レイらとともに全米プロモーションツアーにも同行している。このほか、モーリス・シュヴァリエの新作レコーディングを機に、同じバークレー社の同僚であったレイモン・ルフェーヴルと1962年から3年間に亘って仕事を共にしている。

### フィリップス時代と晩年
1965年、BEL AIRとの契約満了後にポール・モーリア・グランド・オーケストラ (LE GRAND ORCHESTRE DE PAUL MAURIAT) としてフィリップスと契約。1968年に「恋はみずいろ」(Philips 40495)がビルボード全米ヒットチャートで2月10日付より連続5週トップを記録したのを機に世界的にヒット（約500万枚）。年間チャートでも3位にランクされた。RIAAゴールドディスク、ACCディスク大賞などを受賞。イギリスでは12位、日本では18位まで上昇した。作曲は「マンチェスターとリバプール」などを代表曲にもつアンドレ・ポップで、オリジナルとなるヴィッキーのヴァージョンも前年の67年に発表された。「恋はみずいろ」を収録したアメリカ編集アルバム『Blooming Hits』(PHS 600-248)も3月2日付から5週連続でBillboard 200の1位を記録した。続くシングル「たとえ君が戻っても」(Philips 40530。オリジナルはクロード・フランソワのボーカル作品)も6月15日付ビルボード・イージー・リスニング・チャートで7位のヒット。この年、モーリアは全米でのプロモーションのために単身渡米し、テレビ番組『エド・サリヴァン・ショー』などに出演。1969年以降、北米を中心にコンサート・ツアーを開催する。
「恋はみずいろ」以降も、フランス語圏や英語圏のヒット・ポップスや映画音楽を中心にレコーディングを続けるが、1970年代半ばから1980年代前半にかけてはブラジル音楽に傾倒。1977年にはアシスタントのジェラール・ガンビュスらとリオデジャネイロに渡り、現地ミュージシャンを起用したアルバム『夜明けのカーニバル/ポール・モーリア・ラブ・サウンズの熱い風』(FDX-340)を制作。また1978年にはフュージョンをコンセプトとしたアルバムを企画、ニューヨークのパワーステーション スタジオでウィル・リー、ランディー・ブレッカー、マイケル・ブレッカー等を起用したオリジナル・アルバム『オーバーシーズ・コール/ポール・モーリア イン ニューヨーク』(FDX-390)を制作する。さらに、1980年代半ばにはクラシック音楽を取り上げたアルバムを3年連続で制作、原題を『CLASSICS IN THE AIR』に統一したシリーズ作品として発表、日本でも『愛の夢/ポール・モーリア　クラシックヒッツ』（1985年・28PP-102）、『G線上のアリア/ポール・モーリア・クラシック・ヒッツ』（1986年・28PP-111）、『プリマヴェーラの微笑〜ポール・モーリア クラシック アヴェニュー』（1987年・28PP-134）として発表されている。
1992年、フランス文化省より芸術文化勲章「オフィシエ・デ・ザール」を、1997年には同「コマンドゥール・デ・ザール」(Commandeur des Arts)を受賞しているほか、生前の最終公演地となった大阪市ではコンサートに先立ってモーリア夫妻を市役所に招いて大阪市名誉市民に任命、併せて「大阪市の鍵」が贈呈されている。
1993年、所属していたフィリップスの本国担当者との対立からポニーキャニオンへ移籍。翌年リリースされた『CHAGE & ASKA コレクション/ポール・モーリア』(PCCY-00564)を皮切りに、契約期間4年の間に7枚のアルバムを制作する。
2000年、1982年にモーリアが作曲しながらスタジオ録音が実現しなかった『私は風が好き』を含む4曲をプライベート録音、2003年の来日コンサート会場および発売元のプロモーター「ミュージックリーグ」の通信販売限定でリリース(MLPM-2003)。これがモーリアの最終レコーディングと目されている。

### 死去
2006年10月末、フランス南部ペルピニャンの別荘に滞在中、体調不良を訴え検査入院したところ、急性白血病であることが判明。同年11月3日午前1時、急性白血病による心不全のためペルピニャンの病院で逝去。81歳没。6日に火葬された。モーリア死去の報道に伴い、同11月6日のJFN系FMラジオ番組『JET STREAM』や同12月17日放送のTBS系ラジオ番組『バックグラウンド・ミュージック』などで追悼特別番組が放送された。

### 没後
死去から3年後の2009年11月、ジャン＝ジャック・ジュスタフレ指揮ポール・モーリア・メモリアル・オーケストラによる追悼コンサートが日本および大韓民国で開催された。同公演について、未亡人は「日本のファンとプロモーターに対する特別の配慮で実現させたものであり、故人の遺志によりモーリアの死とともにオーケストラは消滅した」と後日コメントしている。
2013年、プロ・デビュー70周年を記念した国内盤CDがポニーキャニオンとユニバーサルから相次いで企画され、特に後者では新たに発見されたモーリア自身の歌唱によるデモ音源が収録されたほか、インターネットでのファン投票を中心に選曲された。

## 日本での音楽活動
日本においては、1965年12月に他アーティストのシングル盤B面収録曲として「夜のメロディー」が初めて発表(FL-1203)され、翌年5月に発売された『超ステレオ! 魅惑のヨーロッパ・トップ・ヒッツ』(SFL-7284)、『赤いサラファン/永遠なるロシア〜ポール・モーリア・ストリングス・ムード』(SFX-7052)の2アルバム以降、1990年代はじめまで概ね年間2〜3枚のペースでコンスタントに新作アルバムを発表。シングル盤でも「恋はみずいろ」（1968年）、「蒼いノクターン」（1969年）、「エーゲ海の真珠」（1971年）、「涙のトッカータ」（1973年）、「オリーブの首飾り」（1975年）など立て続けにヒットを重ねた。とりわけ「オリーブの首飾り」のヒット効果は大きく、ベストアルバムとして発売された『ポール・モーリア グレイテスト・ヒッツ・リフレクション18』(FDX-7001)が1976年度のオリコン年間アルバムチャート21位に、『ポール・モーリア グレイテスト・ヒッツ24』(FDX-9201/2)が1977年度の同11位に記録されている。また、1970年代を中心にNHKラジオ第1放送で、レイモン・ルフェーブル、カラベリときらめくストリングス、カーメン・キャバレロ、ニニ・ロッソなどとともに、さかんにオンエアされた。
それ以前にもモーリア版「ヘイ・ジュード」がテレビドラマ『おふくろの味』のテーマ曲に起用されたのをはじめとして、1986年の開始以来30年以上放送が続いていたTBS系ラジオ番組『大沢悠里のゆうゆうワイド』（2016年4月9日からは『大沢悠里のゆうゆうワイド土曜日版』に変更）のテーマ曲として使用されている「はてしなき願い」など、NHKラジオ第一放送や民放のAM/FMラジオ番組、ほかにテレビ番組や手品・奇術、BGMなどに多岐に渡ってモーリアの演奏作品が使用されている。
日本びいきとして知られ、1976年に国内11都市の印象を綴ったオリジナルアルバム『ポール・モーリア/ラブ・サウンズ・ジャーニー』(FDX-251)を発表。1979年にはFM情報誌の読者投票で選ばれたニューミュージック楽曲のカバー企画を、ジャケットデザインに森英恵を起用したアルバム『愛のメッセージ/ポール・モーリア』(FDX-465)として制作するほか、池田満寿夫監督の日伊合作映画『窓からローマが見える』の音楽を担当する一方、高田恭子の『あじさいいろの日々』（1974年・キング BS-1799）の編曲・伴奏録音、来生たかおのアルバム『LABYRINTH』（キティ 28MS-0068）の編曲・プロデュースなどを手がけている。また、モーリアの自作曲を山中さち子（「カトリーヌ」1970年・セブンシーズ HIT-760）、真木ゆうこ（「さよならの街角」1973年・フィリップス FS-1765、原曲は「ただ一度だけ」）、来栖あんな（「私がふたりいる」1975年・東芝EMI LTP-20204、原曲は「見知らぬ人」））や高橋キヨシ（「湖に消えた恋」1976年・フィリップス FS-2036）、坂本スミ子（「オー・ラ・ラ・オーサカ」1977年・同 FS-2040）らがカバーする例も見られた。1995年の阪神・淡路大震災の際には「カルテット・フォー・神戸」を作曲し、フランク・プゥルセル（バイオリン）、フランシス・レイ（アコーディオン）、レイモン・ルフェーヴル（フルート）との4人で「ザ・フォー・フレンチメン」名義で録音、同曲が収録されたチャリティーアルバム(PCCY-00749)を制作するなどの活動が知られている。さらに、1972年5月13日に開催された第1回東京音楽祭ではゲスト審査員としてコンサート・ツアーとは別に来日しているほか、1978年4月から同年末まで東海ラジオ放送の制作で自らの音楽観を中心に語る番組『ポール･モーリアの世界』（パリの自宅で収録）や対談番組『徹子の部屋』へ出演した（1979年4月11日放送。公演のための来日中に収録）。
1969年に初来日して以来、1970年・1978年を除いて1986年まで毎年、その後、1988年・1990年・1996年・1997年・1998年と来日し約870回の公演を開催。1990年のコンサートツアーをもって一度はステージ活動を休止するが、パリでカテリーナ・ヴァレンテとのジョイントコンサートが企画されたことが直接の引き金となって急遽1996年1月末より約2週間に渡る来日公演が実現、同年11月には1 - 2月に開催できなかった都市を中心とした公演を改めて開催した。1997年には公演直前になってモーリアが体調を崩して来日が遅れ、最初の3公演はジェラール・ガンビュスの実弟であるジル・ガンビュスが指揮することとなった。このことが1998年のジャパンツアーを「さよならコンサート」としたことに大きく影響したと見られており、同年11月29日の大阪フェスティバルホール公演を以って自身のオーケストラの公演活動での指揮を退いている。2000年以降はモーリア自身は同行しないものの構成・演出および編曲などを担当する形で公演活動を再開、ジル・ガンビュス（2000年、2002年、2003年、2004年）、ジャン＝ジャック・ジュスタフレ（2005年、2009年）を指揮者として行われた。なお、公式ライブアルバムは全て日本国内で録音された。
日本のテレビ番組には在仏時にも出演歴がある。
- 1989年3月29日、フジテレビ系音楽番組「夜のヒットスタジオDELUXE」に衛星中継でパリから出演し、『恋はみずいろ』と『オリーブの首飾り』をメドレーで演奏。これが事実上の初演となって、翌1990年から1998年のさよなら公演まで常に2曲セットで演奏された。
- 日本テレビ系バラエティー番組「進め!電波少年」の企画により、松本明子がアポイントなしでモーリアを訪れて作曲を懇願[8][9]、ノーギャラで『ネコなんだもん』（原案・松村邦洋、作詞・ジェームス三木）が作曲された。ただし松本バージョン(ポニーキャニオン PCDA-00551)は異なるアレンジで収録されている[10]。モーリア自身も児童合唱団を起用して録音、1994年に『ポール・モーリア/スーパー・ベスト・コレクション』(PCCY-00628)で発表している。
- 1999年、マジシャンのマギー司郎が日本テレビ「あの人は今!?」[11]でセーヌ川に停泊中の豪華客船内を訪ねた際、モーリアは船内でオーケストラを編成してCD音源に重ねて演奏し、マギーのために『オリーブの首飾り』を指揮した。
- 2001年12月28日に放送されたBS2の番組「懐かしのフレンチ・ポップス大全集」でモーリア本人が登場し、マルセイユの音楽院（上記）などを訪れる映像が撮影されている。

変わったところでは、船橋市立海神中学校の第二校歌「トリトン」を作曲した。
モーリアが広く日本で受容された例の一つとして、森村誠一は小説「ステレオ殺人事件」や『鉄筋の畜舎』の中に、モーリアの作品を登場させている。村上春樹は「ダンス・ダンス・ダンス」の中で「恋はみずいろ」（小説には「ポール・モーリアの恋は水色」と表記）を登場させた。

## 作品

### 音楽性
モーリアがレコードデビューしたRGMレーベルからBEL AIRレーベルに至る時期には、それ以降に見られるサウンド面での顕著な特徴は見られていない。対するに、フィリップスに移籍してスタートした、世に知られる「ポール・モーリア・グランド・オーケストラ」では、1965年の移籍当初から他のオーケストラとの差別化を図るべく、それまでポピュラー音楽では使用される機会が少なかったチェンバロを積極的に起用してバロック音楽的な手法を採用した上で、ピアノやギターとの組み合わせで同一旋律を演奏させるなどによって音色を特徴づけている。レコーディング・エンジニアとしてドミニク・ポンセが参加した1969年以降は、ドラムスをステレオ収録したり、ブラス・セクションをオンマイクで収録するなどにより、リズムセクションを中心にクリアーなサウンドが実現されている。さらに、1972年にモーリアのアシスタントとしてジェラール・ガンビュスが加入すると、電子楽器の一層の積極的導入が図られ、それまでピアノと同一旋律を演奏していたチェンバロに代わってエレキ・チェンバロやシンセサイザーが用いられるようになり、ガンビュスによるリズム・セクションのアレンジと相俟って、他のオーケストラと一線を画した、いわゆるポール・モーリア・サウンドが確立される。1980年代半ば以降のスタジオ・レコーディングでは、トランペットやトロンボーンなどで演奏される旋律を、ジル・ガンビュスがプログラミングしたシンセサイザーに移行されるケースが多くなった。1990年代に入ってポニーキャニオンに移籍してからは、一部を除いてストリングスをロンドンのエンジェル・スタジオでイギリス人奏者を起用して録音された。
2011年に英Vocalionが70年代LP発売された4チャンネルステレオ音源のSACD化を開始。定位を強調するために仕掛けられたフレーズ（80年代に再録音された楽曲では撤回された要素）もそのまま聴取する事が可能になっている。

### 代表曲
※収録アルバムは日本発売オリジナル盤を元に記述している。なおカッコ内は原題。
恋はみずいろ (L'amour Est Bleu "Love Is Blue")
アンドレ・ポップ作曲。ヴィッキー(SFL-1115)が歌った1967年度ユーロビジョン・ソング・コンテスト4位入賞曲。モーリアが取り上げ、1968年2月10日付から同年3月9日付ビルボード・ホット100で5週連続1位の大ヒットとなり、世界的に有名になった。日本ではアルバム『パリのあやつり人形/ヨーロッパ・トップ・ヒッツ』(SFX-7085)より1967年10月1日にシングルカット(SFL-1123)され、オリコンチャート最高18位、約12万枚のセールスを記録している。1976年にディスコ・アレンジでリリースした『ラブ・イズ・スティル・ブルー〜恋はみずいろ'77』のほか、オリジナル・アレンジでも1982年・1988年・1994年・2000年に新録音テイクを発表している。なお、1967年8月25日には森山良子が日本語カバー盤を、モーリアと同じフィリップス・レーベルよりシングル・リリース(FS-1021)している。
蒼いノクターン (Nocturne)
モーリアの自作曲。'73年ライブアルバムに収録されたため、レコードの解説でコンサートのアンコール曲として紹介されることが多かったが、実際にアンコールで演奏されたのは'72年公演から'76年公演までの5ツァー(ただし'75・'76年はメドレー組み込み)にとどまっている。初レコーディングは1966年だが、日本では1969年にアルバム『輝く星座/ポール・モーリアの世界の詩情』(SFX-7178)で発表、同時にシングルカット(SFL-1226)された。1973年と1996年のライブアルバムに収録されたほか、オーケストラによるスタジオ録音では、1988年・1994年にもレコーディングされている。
愛の信条 (Mon Credo)
ミレイユ・マチューのデビュー曲(キング HIT-1354)として提供されたモーリアの作品。自身のオーケストラ・バージョンは当初、1967年3月1日に発売されたアルバム『ポール・モーリア/ワールド・トップ・ヒッツ』(SFX-7068)に邦題『私の信条』として収録される予定であったが、急遽別曲と差し替えられたため、国内盤では1980年発売のカセット・テープ特別企画『ポール・モーリア/フランスの詩情』(30PT-107)に収録されるまでは発表されることがなかった。その後も国内発売レコード盤では発表される機会がなかったが、1990年来日記念盤『涙のトッカータ〜エーゲ海の真珠/ポール・モーリア ラヴ・サウンド・コレクションⅡ』(PHCA-12)で漸くCD収録が実現している。
口笛の鳴る丘 (Siffler Sur La Colline "Uno Tranquillo")
ジョー・ダッサン1969年のヒット曲だが、アルバム『裸足のイサドラ/ポール・モーリア』(SFX-7220)で発表されたモーリアの演奏がニッポン放送「玉置宏の笑顔でこんにちは」のコーナー企画“晴れ晴れリクエスト”でテーマ曲としても使用された。
ポール・モーリアのR&B (Etude En Forme De Rhythm & Blues "Etude In The Form Of Rhythm & Blues")
1969年の全米ツアーのオープニングテーマをモチーフに1970年の訪米中に完成させたとモーリアが後に述懐、『ポール・モーリアのテーマ』の曲名でも知られる。初来日となる'69年公演で既にプログラムに組み込まれており、'73・'74年の来日公演ではオープニング曲として使用された。1987年には同一モチーフによる『愛のエチュード』(Etude In The New Form)が発表されている。なお、1973年来日公演の実況録音から『蒼いノクターン』とのカップリングで1978年にシングルカットされている(SFL-2231)。
エーゲ海の真珠 (Penelope "L'eternel Retour")
スペインのアウグスト・アルグエロ作曲で、本来はメキシコ向けの録音。日本では1970年12月20日にシングル盤(SFL-1307)で発売され、オリコンチャート最高40位・約7.5万枚のレコードセールスを記録している。このテイクではダニエル・リカーリが中間部のスキャットを担当していた。ファッションブランド「ROPE（ロペ）」やメルシャンワインのCM曲、TBS系ラジオ番組「林美雄のパックインミュージック」第2部エンディングなどにも使用された。公式ライブ・レコーディングでは必ず取り上げられたほか、1976年にディスコ・バージョンが発表され、1988年・1994年には1983年以降の来日ステージでの演奏に準じたアレンジのスタジオ録音が発表されている。なお、1977年に有馬三恵子の作詞による日本語カバー盤(キング GK-147)がローレン中野のボーカルにより発表されている。
想い出のランデブー (Rendez-Vous Au Lavandou)
1958年にダリダの歌唱でヒットしたモーリアの自作曲。1972年にアルバム『想い出に生きる/ポール・モーリア・フレンチ・トップ・ヒッツ』(SFX-5048)で発表されたモーリアの演奏版が、日本テレビ『あすの全国の天気』で1980年から10年間に亘りBGMとして使用された。
涙のトッカータ (Toccata)
フランスの音楽家ガストン・ローランの作曲。モーリアは1951年、フランク・プゥルセル楽団のピアニストとしての採用オーディションで初見演奏している。その後、引退音楽家のための高齢者施設に住むローランからレコーディング許諾を得て1973年に発表した。日本ではアルバム『ラスト・タンゴ・イン・パリ〜天使のセレナード/ポール・モーリア』(SFX-5070)より1973年7月25日にシングルカット(SFL-1811)され、オリコンチャート最高63位・約6.6万枚を記録、1980年代までの来日ステージではモーリア自らピアノを演奏した。1973年・1982年・1998年の各ライブアルバムに収録されたほか、1988年・1994年にも新録音テイクが発表されている。また、1973年10月にはロンドン・レコードより槇岡婦喜子が日本語カバー盤をシングル・リリース(BS(L)-1778)している。
天使のセレナード(La Chanson Pour Anna)
もともとはウクレレ奏者ハーブ・オオタのためにアンドレ・ポップが書き下ろした作品だが、1973年に前掲『ラスト・タンゴ・イン・パリ〜天使のセレナード/ポール・モーリア』で取り上げて以降はモーリアの人気ナンバーとなり、シングルカットもされている(SFL-1774)。NHKの音楽番組「世界の音楽」のテーマ曲としても使用された。1988年にも再録音テイクが発表されている。
白い渚のアダージョ (Le Piano Sur La Vague)
1974年にアルバム『パピヨン〜追憶〜メロディ・レディ/ポール・モーリア』(SFX-5141)で発表されたモーリア自作曲。のち1983年にアメリカ映画「オータム・ストーリー」のエンディングテーマ曲として使用され、『オータム・ストーリーのテーマ』と改題されたシングル盤(7PP-110)も発売された。1988年・1996年の2度に亘って再録音されている。
オリーブの首飾り (El Bimbo)
クロード・モルガン作曲で、オリジナルはビンボー・ジェットが演奏した『嘆きのビンボー』(東芝EMI EOR-10691)。1975年1月25日に発売されたシングル盤(SFL-2001)はオリコンチャート最高61位にとどまるものの、モーリアの演奏シングル盤としては最も多い約12.7万枚を売り上げている。本曲発表後の各種ライブアルバムに収録されたほか、1988年・1994年にも新録音テイクが発表された。1970年代後半からの来日公演では、観客の手拍子をバックにオーケストラ・メンバーを紹介してフィナーレを飾る定番ナンバーとしても演奏された。日本テレビ系深夜番組『11PM』のコーナーBGMに使用されるなど日本での人気は高い。日本語カバーとして1976年に『ゆうわく』のタイトルでローレン中野＆和田弘とマヒナ・スターズが発表(キング GK-11)しているほか、同1976年に田中星児が「オリーブの首飾り」のタイトルでカバー。1989年11月には石井明美が「オリーブの首飾り」の邦題でシングル・リリース(ソニー CSDL3027)している。
この曲は、日本では手品（マジック）を演じる際のバックミュージックとして知られる。この曲を最初に手品のバックミュージックとして使用したのは奇術師の松旭斎すみえで、1975年頃にカーラジオで偶然この曲を聴いて気に入り、実演時のBGMに採用した。やがて彼女の周辺からマジシャンの間に本曲の使用が広がった。この曲が「手品（マジック）の曲」として世間一般に認知されるようになったことについては、テレビの影響が指摘される。松旭斎すみえ自身が当時多くのテレビ出演を行っており、それによって認識が広がったという説明もされるが、脱出マジック（イリュージョン）を得意としテレビ番組にも多く出演していた初代引田天功も使用し（天功も「松旭斎一門」出身である）、これが世間での定着の上で決定的であったという説明もある。初代天功の弟子の朝風まり（後の二代目天功）が師の代役として起用され初めて脱出マジックを披露した番組『朝風まりの空中ケーブル大脱出』（日本テレビ、1977年）では、彼女がヘリコプターで登場するシーンにこの曲が流されている。
薔薇色のメヌエット (Minuetto)
モーリアの自作曲。1975年に発表されたアルバム『巴里にひとり/リリー・マルレーン ポール・モーリア』(FDX-175)では『ミニュエット』と表記されていたが、シングルカット(SFL-2054)を機に邦題が改められた。1988年に新録音されたバージョンがTBS系テレビドラマ『女の言い分』のテーマ曲に使用され、CDシングル(PHDR-138)として発売されたほか、1994年にも新たにレコーディングされている。
恋のシャリオ(アイ・ウィル・フォロー・ヒム) (I Will Follow Him "Chariot")
リトル・ペギー・マーチの1963年全米ヒットナンバー(ビクター SS-1350)であり、『愛のシャリオ』『夢の幌馬車』の邦題でも知られる。モーリアが「デル・ローマ」の変名を用いて、「J.W.ストール」を名乗ったフランク・プゥルセルとの共作で発表していたことが、1976年に初収録されたアルバム『ラブ・イズ・スティル・ブルー/ポール・モーリア・ディスコ・センセイション』(FDX-250)のリリースを機に公表された。『ラブ・イズ・スティル・ブルー〜恋はみずいろ'77』とのカップリングでシングルカットもされており(SFL-2092)、1994年と2000年にもアレンジを変えて再録音している。後年、映画「天使にラブ・ソングを…」で主題歌として用いられた。
そよ風のメヌエット (Petite Melodie)
メルシャンワインCMオリジナル曲としてモーリアが作曲、1977年にリリースされたアルバム『愛の讃歌/ポール・モーリア・ニュー・ワールド・トップ・ヒッツ'77』(FDX-300)に収録、CMオンエアに合わせてシングルカット(SFL-2171)された。
星空のプロムナード (Pulstar)
オリジナルはヴァンゲリスの『パルスター』(RVC RVP-6156)。1977年の来日公演で初演され、翌年春発売のアルバム『星空のプロムナード ポール・モーリア・トップ・ヒッツ'78』(FDX-361)に収録、シングル盤(SFL-2248)も同時発売された。後に、1996年冬の来日公演オープニングで新アレンジで演奏されたほか、モーリア引退後の来日公演でも演奏された。
渚のプレリュード (Prelude 59)
1973年から1982年までモーリアのブレインだったジェラール・ガンビュスとモーリアの共作曲。当時発売されていたオリジナルファッションブランドに因み「ブルーシーガルのテーマ」を副題として、1981年に発表されたアルバム『ポール・モーリアと再会』(28PP-13)に収録され、同時にシングルカットされた(7PP-38)。来日公演では1981・1982・1988各年度のオープニング曲として使用されたほか、'85・'86・'97各年度にはメドレー最終曲としてコンサート第一部ラストで演奏されている。なお、原題の「59」はモーリアの自宅兼オフィスの所在地に由来している。
愛のカフェテラス (Hot On The Scent "Ai No Cafe Terrase")
UCCコーヒーCM曲として1982年にアルバム『愛のカフェテラス〜ポール・モーリア/マジック』(28PP-42)で発表、シングルカットが『恋はみずいろ'83』とのカップリングで発売(7PP-78)されたモーリア自作曲。夫人のイレーヌ・モーリアが作詞したが、ボーカル盤としては発表されなかったとされている。なお、同CMにはその後『愛のかおり』(7PP-115)、『天使のメヌエット』(キャニオン 7Y0073)、『哀しみのショパン』(7PP-161)などの作品が使用され、引き続き自身も出演した。
BOWS
コンサート第二部オープニング、およびアンコール前の観客がモーリアへ花束を贈る間に演奏された曲。複数のバージョンがあり、『ポール・モーリアのR&B』をモチーフとしたもの、『シャレードの休日』をモチーフとしたもの、『OPENING '85』をモチーフとしたものなどが演奏された。なお前二者はコンサート・エンディングテーマとしても演奏されている。

## ディスコグラフィ
モーリア自身のピアノソロ演奏による『蒼いノクターン』『涙のトッカータ』を収録した非売品シングル盤が1977年に制作された(SNP-1009)。同盤はその後、1990年にオーケストラ結成25周年を記念して発売されたCD全集の全巻購入特典としてCD復刻されている(SND-1004)。
フィリップス在籍時代に発売された国内盤オリジナル･アルバムの内、CD発売されていなかった1986年までの作品の大半が紙ジャケットで復刻され、『ポール・モーリア/ジャパニーズ・オリジナル・アルバム・コレクション』として2004年に10枚組CD-BOXで2タイトル、2007年に11枚組CD-BOXで2タイトルが限定発売された。

## コンサート活動
本節では、ライブ・レコーディングの項を除き、モーリア自身の指揮を前提として開催された来日公演に限定して記述している。

### オープニング
レーモン・ルフェーヴルが『カデ・ルーセル』を自身のコンサートのテーマ曲に固定していたこととは対照的に、モーリアは来日年度により楽曲を変更していた。また、緞帳が上がる時点で『イントロダクション』が演奏され、その後にモーリアが登場としてオープニング楽曲が演奏されることが多かった。
- 1969 - 1972年：『イントロダクション』
- 1973 - 1975年：『イントロダクション〜ポール・モーリアのR&B』
- 1976・1977年：『パリ＝東京直行便』
- 1979・1980年：『イントロダクション〜レット・ゼア・ビー・ミュージック』
- 1981年：『グリーン・レイク〜渚のプレリュード』
- 1982年：『イントロダクション〜渚のプレリュード』
- 1983年：『イントロダクション〜サンセット・オープニング』
- 1984年：『ショウ・オープニング』
- 1985・1986年[注 31]：『OPENING '85』
- 1988年：『BOWS〜渚のプレリュード』
- 1990・1996年：『ビルディング・ザ・グルーヴ』
- 1996年WINTER：『星空のプロムナード』
- 1997・1998年：『星空のファンタジー』

### 来日公演の奏者編成
- 公演年度により若干の増減はあるが、概ね基本編成は次の通りとされた。エレキベース(1)、ドラムス(1)、パーカッション(2)、ギター(2)、トランペット(4)、トロンボーン(3)、キーボード(2)、フルート・サキソフォーン(1)、バイオリン(11)、ビオラ(2)、チェロ(2)。
- 1985年以降は概ね下記の通りにステージ上の楽器配置が統一された。下手側に弦楽器、その手前のグランドピアノの後方と中央中段にキーボード、中央上段にパーカッション、上手上段はフルートとトランペット、中段にトロンボーンとラテンパーカッション、前段にはエレキベースおよびギター、その手前にはドラムスが置かれた。
- 弦楽器は1980年代半ばまではバイオリンのみの場合と、ビオラやチェロが追加される場合があったが、1985年度以降はビオラ(2)･チェロ(2)を追加する編成で統一され、併せてキーボードも3人の奏者となった。なお、さよなら公演(1998年)のみビオラとチェロは各4人で編成された。
- 1996年度以降は中央最上段にフレンチホルン(3)が追加されるようになった。
- 1970年代後半まではグランドピアノとチェンバロが並べて配置されていたが、それ以降はシンセサイザーが起用されたことからピアノのみとなった。
- 初来日当初から3〜6人の女声または混声のコーラス隊が参加することが多かったが、1984年度以降はオーケストラのみで開催された。

### ライブ・レコーディング
1. 1973年11月30日：大阪フェスティバルホール。なお復刻リリースされたCDでは第二部オープニング曲が割愛されている。
  - LP 『ポール・モーリア・ライブ・イン・ジャパン』 (PHILIPS SFX-5140、同 FDX-151、同 PM-21)
  - CD 『ポール・モーリア/ファースト・ライヴ・イン・ジャパン』 (同 PHCA-9015)
2. 1982年10月24日：東京厚生年金会館[注 32]。ここから、オーディオソフトだけではなく、当時登場したばかりの映像ソフトの発売も考え、映像による同時収録による制作も行われた。又、その発売に先駆け、1983年1月15日[注 33]に、日本テレビの番組『サウンドコレクション「サンスター・ポール・モーリア・スペシャル」』として、全国ネット放送され(一部地域を除き、ステレオ放送)[19]、その際、後に発売される映像ソフトでは未収録の部分も放送された。
  - LP 『私は風が好き/ポール・モーリア・デジタル・オン・ステージ』 (同 30PP-3)
  - LD 『ポール・モーリア 愛のメロディ』 (レーザーディスク(株)/パイオニア MP092-15PM、同 SM048-3216)
  - VHD 『コート・ダジュールの風/ポール・モーリア』 (日本ビクター VHM58027)
  - CD 『私は風が好き〜ポール・モーリア・オン・ステージ』 (PHILIPS 811 170-2(西ドイツ輸入盤国内仕様)[注 34]、32PD-106(国内盤仕様[20]))[注 35]
  - LD 『オリーブの首飾り〜ポール・モーリア・オン・ステージ』 (同 PHLA-4801)
3. 1990年10月10日：大宮ソニックシティ。同年12月11日[21]にNHK総合テレビで「ショータイム サウンドの魔術師〜ポール・モーリア 華麗に奏でる世界のヒット曲」として放送されている。
  - CD 『ポール・モーリア・イン・コンサート』 (同 PHCA-92)
  - LD 『ポール・モーリア/恋はみずいろ』 (ロブ/パイオニアLDC PILP-1101)
4. 1996年2月11、12日：人見記念講堂。同年6月16日にWOWOW「ミュージック・ガーデン」枠で放送されている。
  - CD 『ポール・モーリア 30th アニヴァーサリー・コンサート』 (ポニーキャニオン PCCY-01060)
  - LD 『ポール・モーリア 30th アニヴァーサリー・コンサート』 (同 PCLP-00624)
  - DVD 『〜30周年記念コンサート〜ポール・モーリア・メモリアル・ライヴ』 (同 PCBP-50845)
5. 1998年11月29日：大阪フェスティバルホール。1999年3月6日、NHK衛星第二放送(BS2)で「さよならニッポン ポール・モーリア・ラスト・コンサート」として放送されている。
  - CD[注 36]『PAUL MAURIAT "SAYONARA" The Farewell Concert』 (ALL ACCESS VAL4-2000)
  - VHS 『ポール・モーリア さよならコンサート』 (日本ビクター/日本音楽教育センター OCV-15001)
  - DVD 『PAUL MAURIAT SAYONARA CONCERT LIVE IN OSAKA FESTIVAL HALL』 (ALL ACCESS VAL1-2003、ユニバーサル UICY-15208、同 UICY-75626)
6. 2009年11月7、8日：東京厚生年金会館。CDのみ「ミュージックリーグ」よりリリースされた（ジャン＝ジャック・ジュスタフレ指揮ポール・モーリア・メモリアル・オーケストラ）。
  - CD 『ポール・モーリア・メモリアル・コンサート2009』 (ミュージックリーグ NQCL 4010/1)

### コンサート中継番組
上記の商品化を前提とした収録とは別に、テレビやラジオの番組としてコンサート中継やスタジオライブが下記年度の公演について放送されている（初回放送日のみ表記）。
1. 1970年1月3日：東京12チャンネル「新春特別番組 ポール・モーリア・コンサート」
2. 1976年11月20日：NHK総合テレビ「音楽の広場 ポール・モーリアの華麗な音楽会」（スタジオライブ）
同番組では服部克久との対談のほか、弘田三枝子とのセッションが実現、『恋はみずいろ』『人形の家』『追憶』の3曲（放送順）が歌われている。
3. 1980年11月23日：同上「ポール・モーリア華麗なるラブ・サウンズ」（神奈川県民ホール）
4. 1985年11月24日：衛星第一「魅惑のラブリー・サウンズ ―ポール・モーリア・グランド・オーケストラ―」（NHKホール）
5. 1986年5月17日：同上「サテライトグラフ ポール・モーリア・グランド・オーケストラ・コンサート」（東京厚生年金会館[注 37]）
6. 1997年11月23日：NHK総合テレビ「特集・ときめき夢サウンド オリーブの首飾り〜華麗なポール・モーリアの世界」（スタジオライブ）

このほかコンサート中継が1974年・1976年・1979年・1980年・1981年・1983年・1985年の各年でFM番組として放送されている。

## 人物など
愛妻家として知られ、初来日に先立って確認された契約内容の中で、日本側のプロモーターから夫人の同伴に関して質されたのに対して「認めなければ訪日しない」と回答。以後、1998年まで常に夫人を同伴して来日公演を開催した。
アウトドア・スポーツとしてペタンクを愛好していたことがFM雑誌などで数多く取り上げられており、前記別荘滞在時に仲間とともに興じている姿が映像として残されているほか、公演の合間にゲームを楽しんでいる様子も来日コンサートの中継番組の中で紹介されている。
2002年、フランスの音楽ライターであるセルジュ・エライクがモーリアの半生を1年に亘って取材、「Une vie en bleu - PAUL MAURIAT」として出版。日本では2005年に著者自身による再編集版が翻訳され、2008年に出版されている。